# Virtsu
Virtsu – okręg miejski w Estonii, w prowincji Lääne, w gminie Hanila, okręg zamieszkiwany jest przez 736 osób (2005).
Na południe od miasta znajduje się latarnia morska Virtsu, która wraz z latarnią morska Viirelaiu na wysepce Viirelaid, wskazuje przejście przez cieśninę Suur. W mieście znajduje się port przeprawy promowej na Muhu. W bezpośrednim sąsiedztwie miasta jest położony rezerwat przyrody Puhtu-Laelatu looduskaitseala.

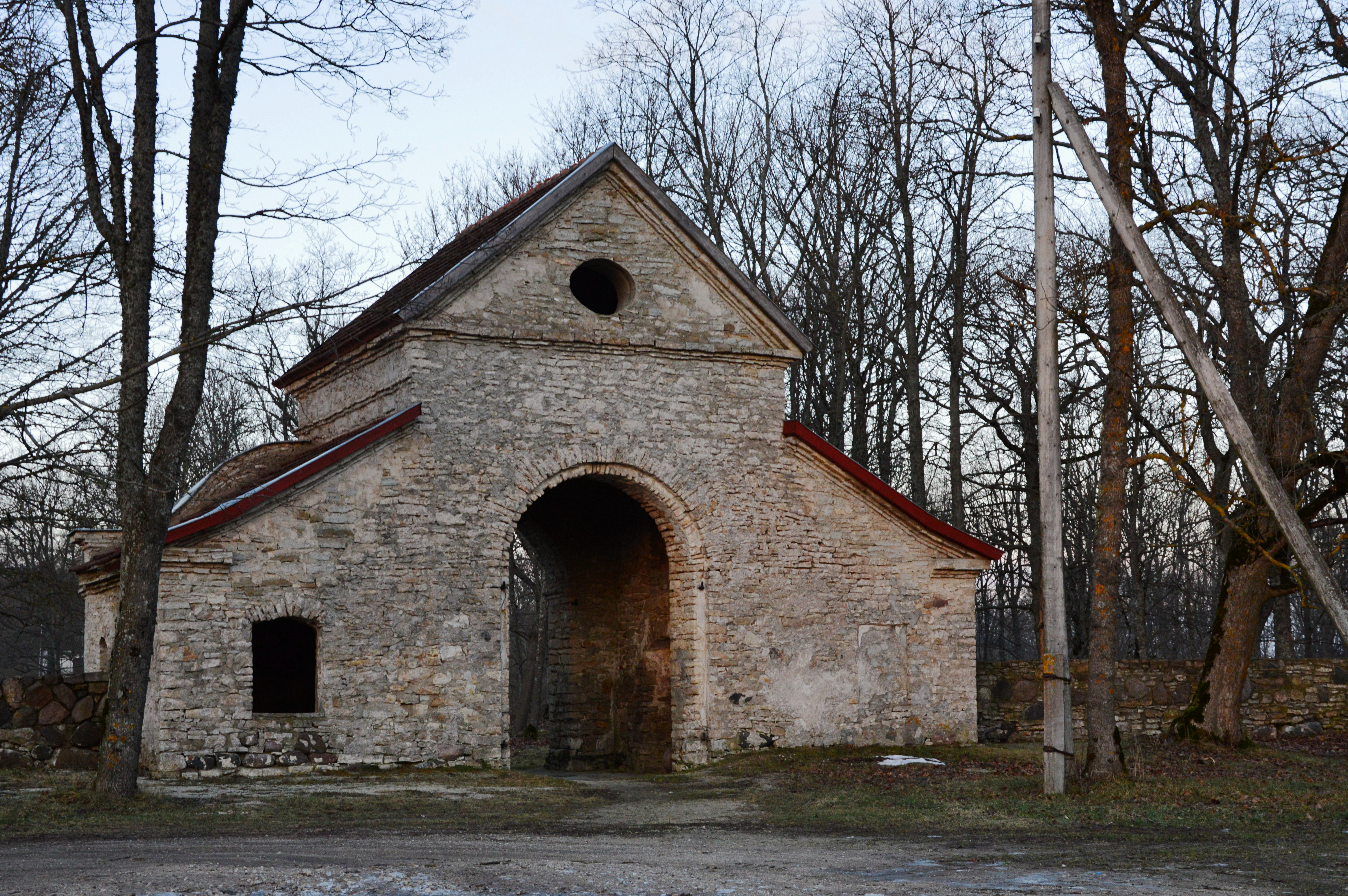
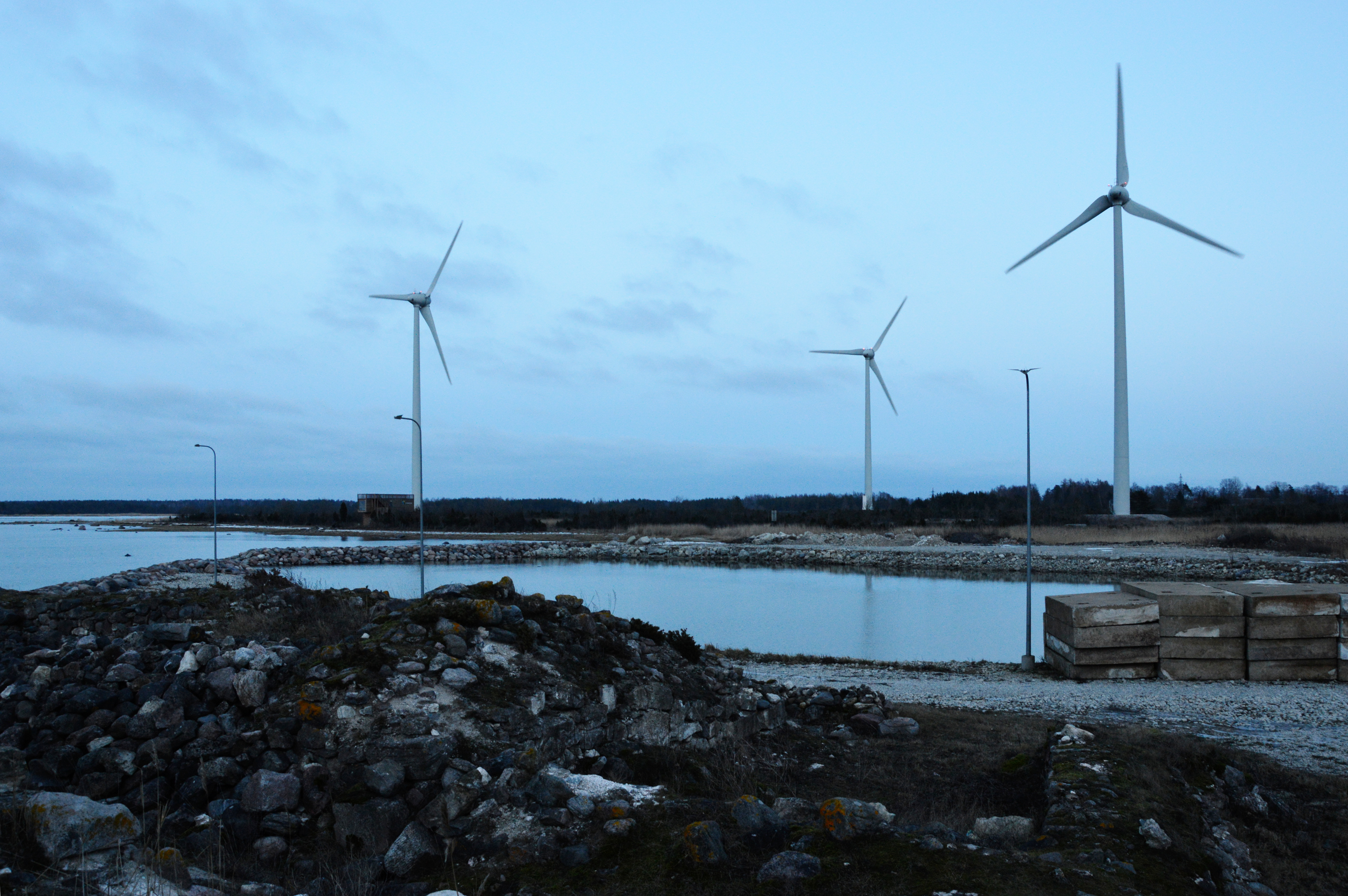
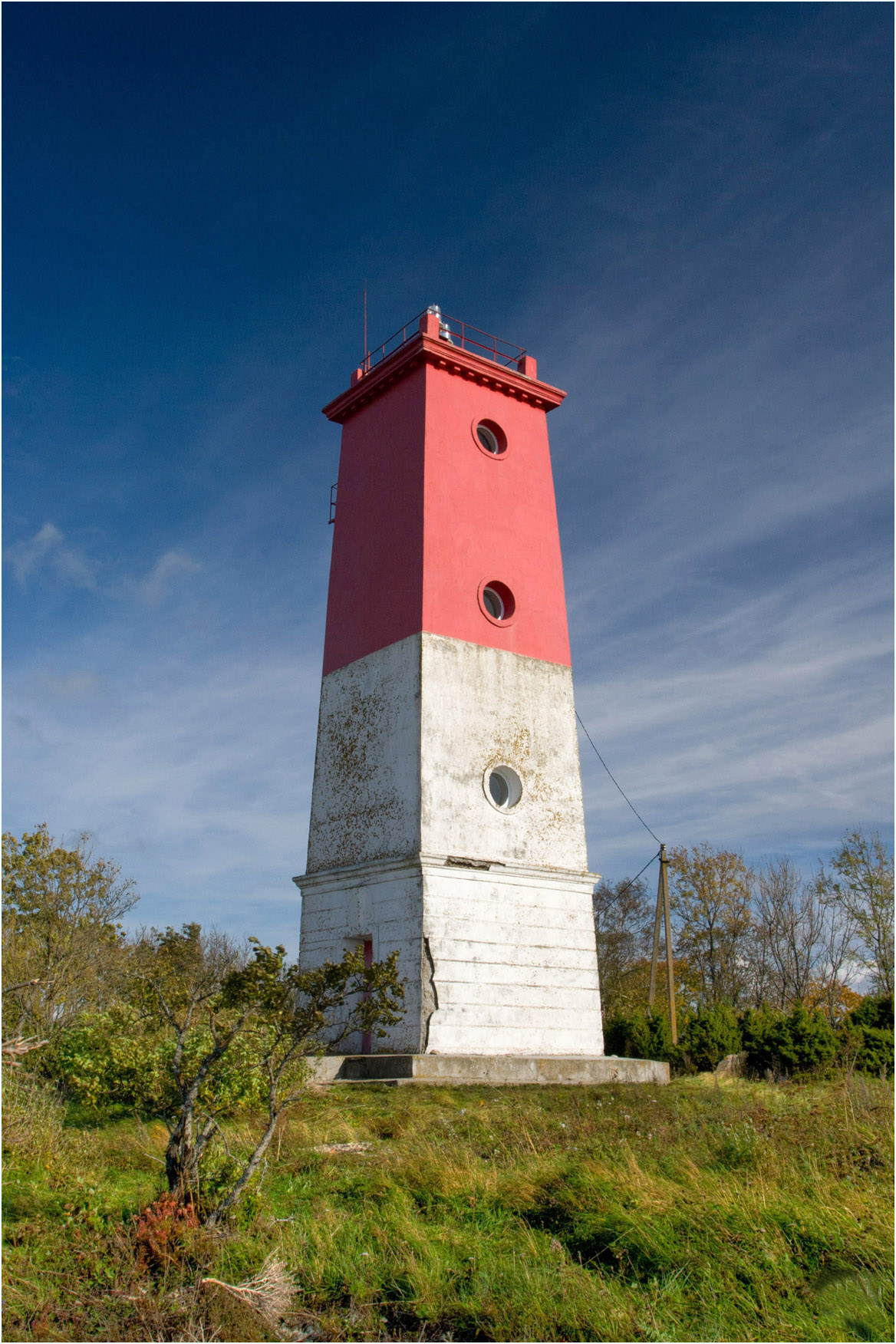
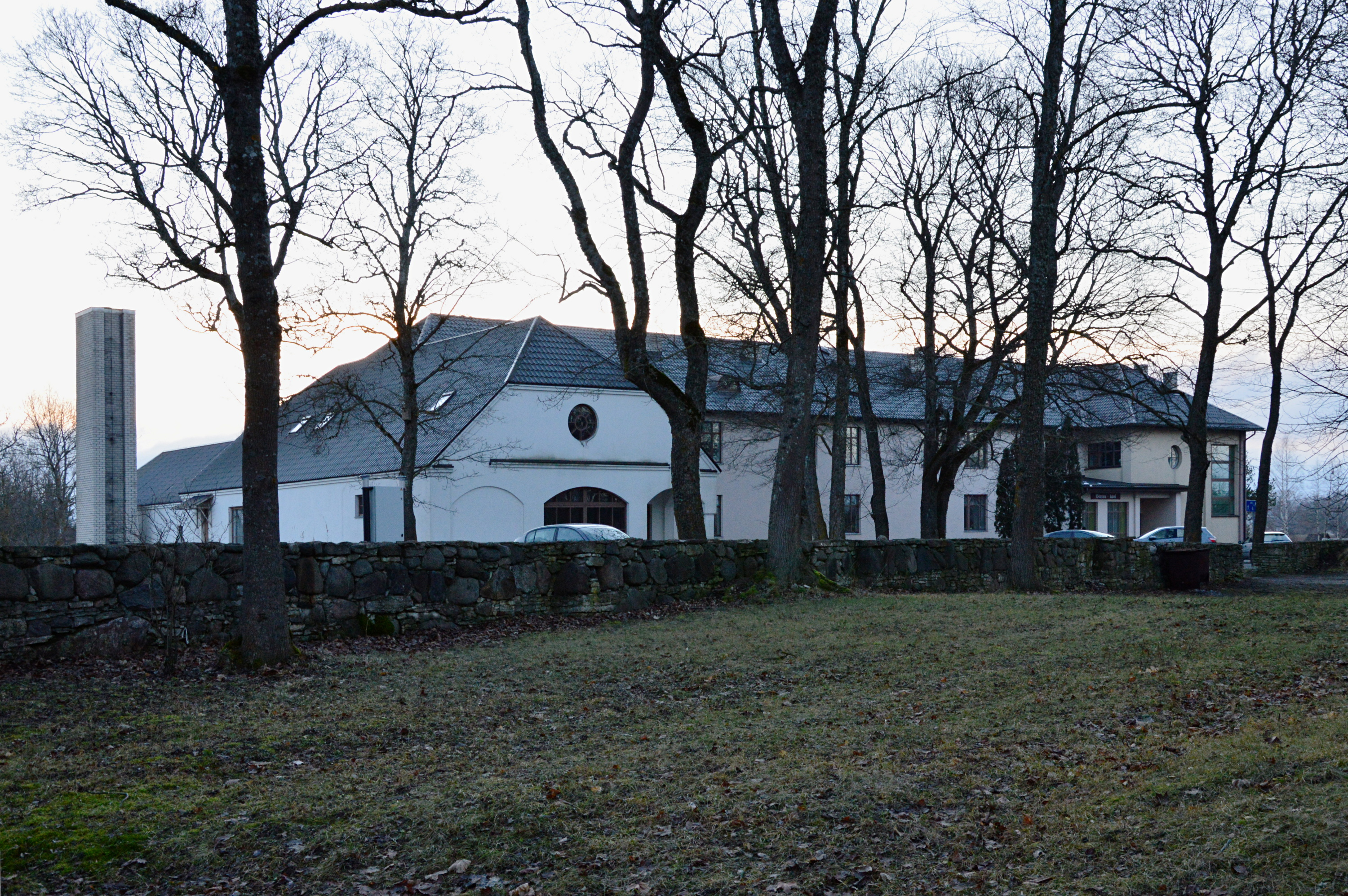